# Paracalyptrophora carinata
Paracalyptrophora carinata är en korallart som beskrevs av Stephen D. Cairns och Bayer 2004. Paracalyptrophora carinata ingår i släktet Paracalyptrophora och familjen Primnoidae. Inga underarter finns listade i Catalogue of Life.